# Arroyo de San Serván
Arroyo de San Serván – gmina w Hiszpanii, w prowincji Badajoz, w Estramadurze, o powierzchni 50,12 km². W 2011 roku gmina liczyła 4267 mieszkańców.